# يواكيم إدستروم
يواكيم إدستروم (بالسويدية: Joakim Edström)‏ هو لاعب كرة قدم سويدي في مركز الهجوم، ولد في 27 نوفمبر 1992 في السويد. لعب مع غايس غوتنبرغ.

## وصلات خارجية
- يواكيم إدستروم على موقع اتحاد السويد (السويدية)
- يواكيم إدستروم على موقع قاعدة بيانات كرة القدم.إي يو (الإنجليزية)